# Drosophila cnecopleura
Drosophila cnecopleura är en tvåvingeart som beskrevs av Elmo Hardy 1965. Drosophila cnecopleura ingår i släktet Drosophila och familjen daggflugor.
Artens utbredningsområde är Hawaii.